# Prophaecasia
Prophaecasia là một chi bướm đêm thuộc phân họ Olethreutinae, họ Tortricidae Tortricidae.

## Các loài
- Prophaecasia anthion Diakonoff, 1973
- Prophaecasia caemelionopa Diakonoff, 1983